# Априй
Априй (др.-греч. Ἀπρίης, древнеегип. Хааибра Уахибра, еврейск. Хофра, Вафрес у Манефона) — фараон Древнего Египта, правивший приблизительно в 589 — 567 годах до н. э., из XXVI династии египетских правителей Позднего царства.
Сын Псамметиха II. Правил 19 лет.

## Биография
После смерти отца Априй продолжал противостоять вавилонской экспансии.
Выполняя обещание отца иудеям, послал к осаждённому Навуходоносором II Иерусалиму армию, а вдоль финикийского побережья — египетский флот. Вавилоняне, избегая сражения с египтянами, сняли осаду города. Хотя на суше ионийские и карийские наёмники Априя потерпели неудачу, но на море флот финикийского города Тира и острова Кипр, действовавшие на стороне вавилонян, были наголову разбиты египтянами. Затем Априй высадил войско для взятия Сидона, после чего сдались и другие финикийские города. Финикийцев и египтян связывали общие экономические, политические, религиозные и культурные интересы и отношения. Египетское проникновение в Финикию серьёзно поколебало вавилонское господство в Заречье. Восстал Дамаск; попытки мятежа имели место в Хамате и Арпаде. В Библе египтяне построили храм местной богини и казармы. К тому же в Сирию с севера неоднократно вторгались лидийцы, союзники Египта, которые вели войну с Мидией, союзницей Вавилонии.
Но все же Навуходоносору удалось восстановить своё господство в Заречье и в 587 году продолжить осаду Иерусалима. Весной 586 года армия Априя вновь появилась на юге, угрожая вавилонскому войску, осаждающему Иерусалим, но была оттеснена, потерпев крупное поражение, и 18 июля 586 года до н. э. Иерусалим пал. Бо́льшая часть населения была перебита либо погибла от голода в ходе жестокой осады, а оставшихся увели в плен. Однако многим беженцам удалось спастись в Египте. Кроме того, после убийства местными магнатами вавилонского наместника Годолии, бедняки, оставшиеся на родине, бежали в тот же Египет, взяв с собой и провавилонски ориентированного пророка Иеремию. Из финикийских городов Вавилону не покорился только Тир.
Затем Навуходоносор разгромил Аммон и Моав — последних египетских вассалов в Передней Азии, и вавилоняне вплотную подошли к египетским границам. Трудно определить, имело ли место вторжение Навуходоносора II в Египет, но мир 582 года был подписан на унизительных для египтян условиях. Так, они были должны выдать вавилонскому вельможе Набу-зер-иддину 745 укрывшихся в Египте иудеев. Мир между двумя странами был скреплён браком египетской царицы Нитокрис (Нейтикерт) с Навуходоносором II. Таким образом, была создана система международного баланса, включавшая в себя 4 великих государства — Египет, Вавилон, Лидию и Мидию. Лидия, Египет и Вавилон могли вместе составлять такую силу, которая бы противостояла мидийской угрозе, нависшей над Ближним Востоком.
При Априи благополучие его династии стало клониться к упадку. Фараоны из Саиса охотно перенимали греческие традиции, армия и торговый аппарат полностью наполнялись греками, тем временем недовольство египтян возрастало. Фараон был полностью эллинизирован, раздавал щедрые подарки греческим храмам, что вызывало нарастание кризиса, первым симптомом которого был мятеж в Сиене (Асуане). Наёмники — сирийцы, ливийцы и греки — сделали попытку дезертировать из армии и переселиться в Нубию, и только благодаря наместнику Сиены Несухору, которому удалось уговорить солдат, они остались. Обеспокоенный этим, Априй увеличил жалованье и привилегии наёмникам, что в свою очередь вызвало недовольство воинов-египтян.
Западнее Египта, на африканском берегу Средиземного моря, в этот период образовалось мощное греческое государство Кирена. Это государство крайне притесняло ливийцев. Именно по этой причине ливийцы решили отдаться под покровительство египетского царя. В 570 г. до н. э. Априй, желая покорить греков Кирены, послал против них войско, естественно состоящее сплошь из египтян, а не из греков. В последующем сражении египтяне потерпели поражение и бежали. Среди воинов-египтян прошёл слух, что Априй специально послал их на верную смерть. А когда Априй вышел поприветствовать народ в греческих доспехах, египтяне начали восстание, что привело к гражданской войне (570 — 567 до н. э.). Восставшие выбрали себе нового фараона Амасиса из числа приближенных царя и даже, видимо, его родственника и пошли войной на Априя.
В последующей битве у города Момемфиса, Априй потерпел полное поражение, но Амасис не сверг его с престола, а сделал своим соправителем, игравшим, однако, незначительную роль. До нас дошёл памятник, на котором изображены оба правителя вместе. Наряду с фараоническим картушем, который принял Яхмес, он носил старые титулы. Однако на 3-м году их совместного правления (568) разгорелась борьба. Априй, заручившись поддержкой греков, с армией греческих наёмников и в сопровождении флота двинулся с севера на Саис. Но Амасис разбил армию Априя и обратил её в бегство.
По-видимому, ко времени гражданской войны в Египте, относится заключительная попытка Навуходоносора вторгнуться в Египет. Вавилоняне вторглись в Египет в 568—567 гг. до н. э. и прошли через всю долину Нила вплоть до Фив, но этот поход, судя по скудным намекам источников, не имел прочных последствий. Априй с остатками своего войска продержался на севере ещё пять месяцев, но затем был убит во время преследования, когда он укрывался на одном из уцелевших своих судов (567). Амасис похоронил его с царскими почестями, среди предков в Саисе.
Секст Африкан цитируя Манефона указывает, что Априй (Уафрис) правил в течение 19 лет, но Евсевий Кесарийский (из Синкелла и Армянская версия), ссылаясь на того же Манефона, говорит — Априй царствовал 25 лет.
| G5 |

| G5 |

| V29 | F34 |

| V29 | F34 |

| G16 |

| G16 |

| V30 | F23 · Z1 |

| V30 | F23 · Z1 |

| V30 | F23 |

| V30 | F23 |

| G8 |

| G8 |

| S29 | M13 | N16 · N16 |

| S29 | M13 | N16 · N16 |

| S29 | M13 | M127 | M13 |

| S29 | M13 | M127 | M13 |

| S29 | M13 | M127 | N17 · N17 |

| S29 | M13 | M127 | N17 · N17 |

| Q3 · X1 | V28 | G39 | U6 | D21 · N36 · I9 |

| Q3 · X1 | V28 | G39 | U6 | D21 · N36 · I9 |

| nswt&bity |

| nswt&bity |

| N5 | V28 | D36 · D36 | F34 |

| N5 | V28 | D36 · D36 | F34 |

| N5 | V28 | D36 · D36 | F34 |

| N5 | V28 | D36 · D36 | F34 |

| N5 | V28 | D36 · D36 | F34 |

| N5 | V28 | D36 · D36 | F34 |

| N5 | V28 | D36 · D36 | F34 |

| N5 | V28 | D36 · D36 | F34 |

| V28 | N5 · F34 | D36 · D36 | A28 |

| V28 | N5 · F34 | D36 · D36 | A28 |

| V28 | N5 · F34 | D36 · D36 | A28 |

| V28 | N5 · F34 | D36 · D36 | A28 |

| V28 | N5 · F34 | D36 · D36 | A28 |

| V28 | N5 · F34 | D36 · D36 | A28 |

| V28 | N5 · F34 | D36 · D36 | A28 |

| V28 | N5 · F34 | D36 · D36 | A28 |

| G39 | N5 |

| G39 | N5 |

| N5 | V29 | F34 |

| N5 | V29 | F34 |

| N5 | V29 | F34 |

| N5 | V29 | F34 |

| N5 | V29 | F34 |

| N5 | V29 | F34 |

| N5 | V29 | F34 |

| N5 | V29 | F34 |

## Интересные факты
Церковный историк Евсевий Кесарийский относил солнечное затмение 585 до н. э., предсказанное Фалесом Милетским и остановившее мидийско-лидийский конфликт, к одиннадцатому или двенадцатому году правления Априя.